# 牛頓鎮區 (阿肯色州福克納縣)
牛頓鎮區（英語：Newton Township）是位於美國阿肯色州福克納縣的一個行政鎮區。

## 地方資料
牛頓鎮區的面積為46.27平方千米，當中陸地面積為46.26平方千米，而水域面積為0.01平方千米。根據2010年美國人口普查的數據，當地共有人口836人，而人口密度為每平方千米18.07人。